# Alicia Rodríguez (actriz chilena)
Alicia Luz Rodríguez Díaz (Santiago, 21 de mayo de 1992) es una actriz chilena de cine y televisión. Debutó en 2009 en la película Navidad. En 2012 protagonizó la película Joven y alocada, actuación que fue premiada en el Festival de Cine Iberoamericano de Huelva con el Colón de Plata a la mejor actriz.

## Primeros años
Alicia nació el 21 de mayo de 1992 en Santiago, Chile. Su madre Juana Díaz, es una reconocida diseñadora de ropa, y su padre Isidro Rodríguez, un violinista. Sus padres se separaron cuando ella era pequeña. Estudió parte de su infancia en un colegio Waldorf, pero después estudio en un colegio tradicional llamado Rubén Darío. Es también sobrina del director de fotografía Gabriel Díaz y prima de la actriz Begoña Basauri.

## Carrera
Consiguió su primer papel en la película Navidad, estrenada en Cannes a sus 17 años. También participó de las películas: La vida de los peces de Matías Bize, Gatos viejos de Sebastián Silva & Pedro Peirano, y Bonsái de Cristián Jiménez. En 2012 protagonizó la tan aclamada película Joven y alocada de Marialy Rivas, película ganadora en Sundance al mejor guion. 
En 2015 obtiene su primer papel en una teleserie, en La poseída, la nueva nocturna de TVN.

## Filmografía

### Películas
| Año  | Título                            | Papel           | Director                        | Notas                            |
| ---- | --------------------------------- | --------------- | ------------------------------- | -------------------------------- |
| 2009 | Navidad                           | Alicia          | Sebastián Lelio                 |                                  |
| 2009 | Trekking                          | Hija            | Rodrigo Marín                   | Cortometraje                     |
| 2010 | La vida de los peces              | Daniela         | Matias Bize                     |                                  |
| 2010 | Gatos viejos                      | Valentina       | Sebastián Silva y Pedro Peirano |                                  |
| 2011 | Zoológico                         | Belén Villaseca | Rodrigo Marín                   |                                  |
| 2011 | Bonsái                            | Alumna de latín | Cristián Jiménez                |                                  |
| 2011 | Quiebre espontáneo de la simetría | Fran            | Catalina Rojas                  | Cortometraje                     |
| 2012 | Joven y alocada                   | Daniela         | Marialy Rivas                   | Colón de Plata a la mejor actriz |
| 2015 | Vacaciones en familia             | Camila Kelly    | Ricardo Carrasco F.             |                                  |
| 2016 | La familia                        | Paula           | Camila Jorquiera Stagno         | Cortometraje                     |

### Televisión
| Año  | Título              | Papel            | Descripción                              |
| ---- | ------------------- | ---------------- | ---------------------------------------- |
| 2011 | 12 días             | Francisca        | Episodio: "La rebelión de los pingüinos" |
| 2014 | Sudamerican Rockers | Rosario          | Episodio: 1.7                            |
| 2015 | La poseída          | Vitalia Mackenna |                                          |
| 2018 | Bichos raros        | Sabine           |                                          |
| 2019 | En Terapia          | Sofía            | Episodio: 1.3                            |

### Videos musicales
| Año  | Título           | Director                        | Artista(s)                          |
| ---- | ---------------- | ------------------------------- | ----------------------------------- |
| 2012 | «Los días»       | Milton Mahan - Bernardo Quesney | Templeton                           |
| 2012 | «Piedra angular» | Sebastián Lelio                 | Fernando Milagros                   |
| 2013 | «Un año de amor» | Elisa Eliash - Nerven&Zellen    | Nerven&Zellen                       |
| 2015 | «La Noche»       | Álvaro Puentes                  | Fernando Milagros ft. Cer Marineros |

## Premios
| Año  | Premiación                                | Categoría                    | Producción      | Resultado |
| ---- | ----------------------------------------- | ---------------------------- | --------------- | --------- |
| 2012 | Festival de Cine Iberoamericano de Huelva | Colón de Plata: Mejor actriz | Joven y alocada | Ganadora  |